# Rifugio des Evettes
Il rifugio des Evettes è un rifugio situato nel comune di Bonneval-sur-Arc (dipartimento Savoia), nella Maurienne, nelle Alpi Graie, a 2.590 m s.l.m.

## Caratteristiche e informazioni

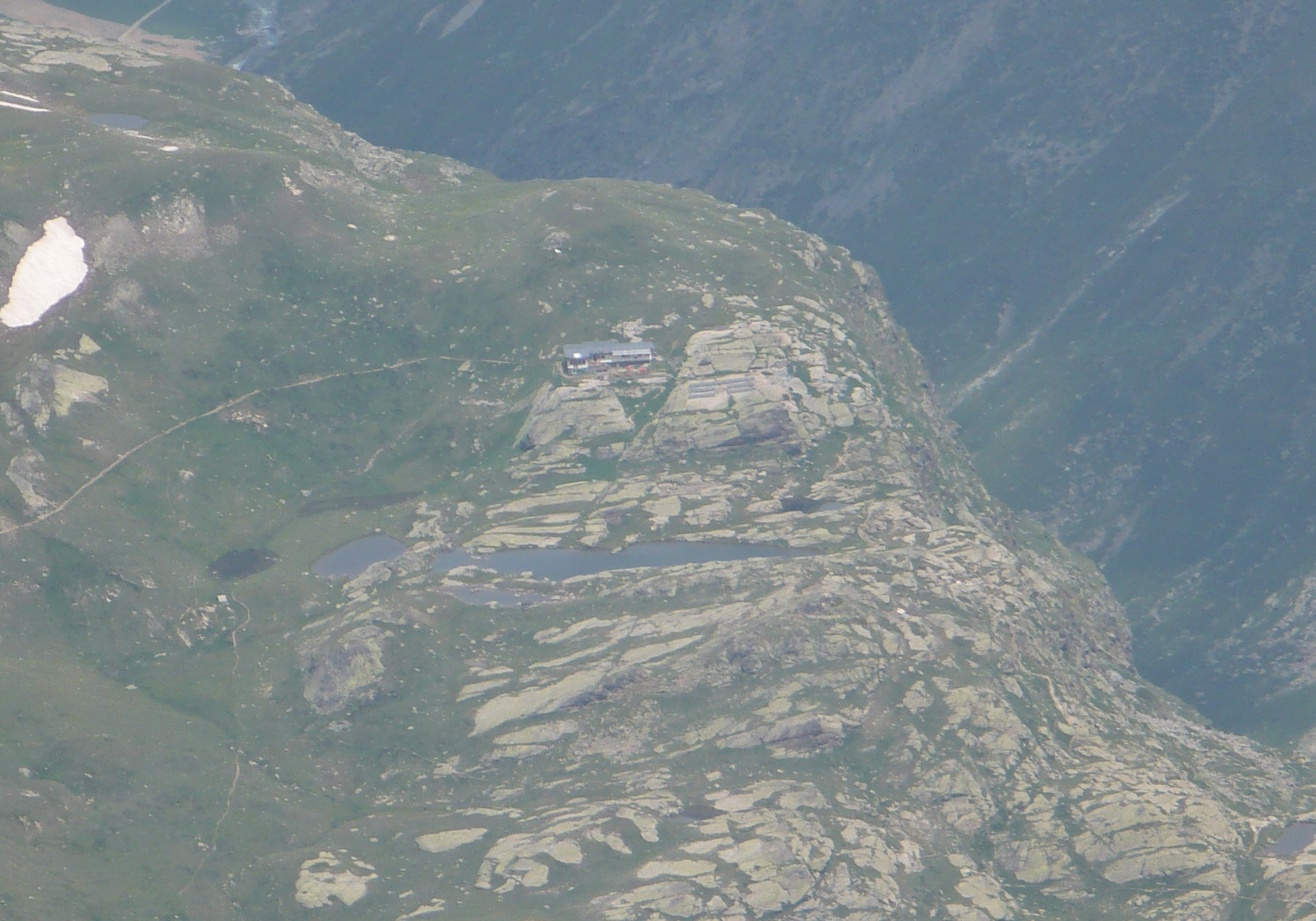
Il rifugio visto dalla vetta dell'Albaron di Savoia.

Il rifugio è aperto in periodo primaverile per lo sci-alpinismo nei fine settimana e poi durante la stagione estiva.
Si trova in posizione particolarmente panoramica ai piedi del ghiacciaio des Evettes.

## Accessi
Il rifugio è accessibile dalla località  L'Ecot (comune di Bonneval-sur-Arc) in circa due ore.

## Ascensioni
- Uia di Ciamarella - 3.676 m
- Albaron di Savoia - 3.638 m
- Cima Monfret - 3.374 m
- Levanne

## Traversate
- Rifugio Bartolomeo Gastaldi (2.659 m) - per il colle dell'Albaron
- Refuge du Carro (2.760 m)